# Amakusanthura mana
Amakusanthura mana là một loài chân đều trong họ Anthuridae. Loài này được Kensley miêu tả khoa học năm 1979.